# Reckling Moraine
Die Reckling Moraine ist eine Moräne im ostantarktischen Viktorialand. Sie liegt 13 km westlich des am Kopfende des Mawson-Gletschers aufragenden Reckling Peak. Die Moräne liegt inmitten einer langen und schmalen Zone aus blankem Eis, die sich westlich des Reckling Peaks erstreckt.
Die Benennung in Anlehnung an diejenige des gleichnamigen Bergs erfolgte im Zuge der Suche nach Meteoriten in der Moräne im Rahmen des United States Antarctic Research Program zwischen 1979 und 1980. Namensgeber des Bergs und damit mittelbar auch der Moräne ist Lieutenant Commander Darold Louis Reckling (1923–2004), Pilot der Navy-Flugstaffel VX-6 im Jahr 1961.